# Катарина, Анна
Анна Катарина — швейцарская актриса.

## Семья и ранняя биография
Анна Катарина — дочь виолончелистов из Берна, Швейцария, где она родилась. Пианистка с классическим образованием.

## Карьера
Приехала в США в возрасте двадцати лет, поступила в цирк и школу актёрского мастерства. Сыграла главную роль Тамары Лемпицка в спектакле «Тамара», который шёл в Лос-Анджелесе в 1980-х; до неё роль исполняла Анжелика Хьюстон.
Среди других ролей — Леди-пудель в художественном фильме «Бэтмен возвращается» и Изабель Жене в шести эпизодах сериала HBO «Подпольная империя». Появлялась в качестве приглашённой актрисы в эпизодах сериала «Закон и порядок» и шоу «Закон и порядок: Преступное намерение». Исполнила второстепенные роли эпизоде «Haven» сериала «Звёздный путь: Следующее поколение», телефильме «Смерть невероятного Халка» (1990) и ремейке художественного фильма «Розовая пантера» (2006).

## Избранная фильмография
- Звёздный путь: Следующее поколение (1987, сериал) — Валеда Иннис
- Рабы Нью-Йорка (1989) — Мушка
- Кровь героев (1989) — Большой Цимбер
- Смерть невероятного Халка (1990, телефильм) — Белла / Ашенко
- Закон и порядок (1991, сериал) — Елена Сколник
- Бэтмен возвращается (1992) — леди-пудель
- Выходные с Барбарой и Ингрид (1992) — Барбара
- Солдат апокалипсиса (1996) — Бармен
- Игра (1997) — Элизабет
- Закон и порядок: Преступное намерение (1997, сериал) — Хелен Рейнольдс
- Розовая пантера (2006) — агент Корбей
- Зодиак (2007) — женщина из общества (нет в титрах)
- Звездный путь (2009) — член Вулканского совета № 2
- Ангелы и демоны (2009) — доцент
- Отчаянные домохозяйки / Desperate Housewives (2009) — Ивана
- Подпольная империя (2010) — Изабель Жене
- Диктатор (2012) — Ангела Меркель